# Voor hen die vielen
Voor hen die vielen is een oorlogsmonument aan de Schouwweg in Wassenaar.
Het monument bestaat uit een beeld van Joop Veldheer van een geknielde, naakte man op een sokkel. Op deze sokkel staat de tekst:

Ter nagedachtenis van de in 1940-1945 voor het vaderland gevallenen

Het monument werd in 1952 geplaatst tegenover de voormalige oorlogsbegraafplaats Het Lange Duin (1940-1982) aan de andere zijde van de Schouwweg. De voorkant is afgesloten met een smeedijzeren hek van J.G. van Tol. Hierop staat: "Voor hen die vielen". Het smeedijzeren hek heeft gediend als toegang tot deze begraafplaats. Op in 1983 toegevoegde plaquettes staan de zestig namen van de oorlogsslachtoffers die er begraven waren.
In 2008 werd een deel van de as van Erik Hazelhoff Roelfzema (1917-2007), de 'soldaat van Oranje', naar dit monument overgebracht en met een kleine plechtigheid erachter geplaatst. Ook werd er een plaquette geplaatst ter nagedachtenis aan Hazelhoff Roelfzema. In 2022 werd een deel van het as van zijn echtgenote hier bijgeplaatst.

## Foto's

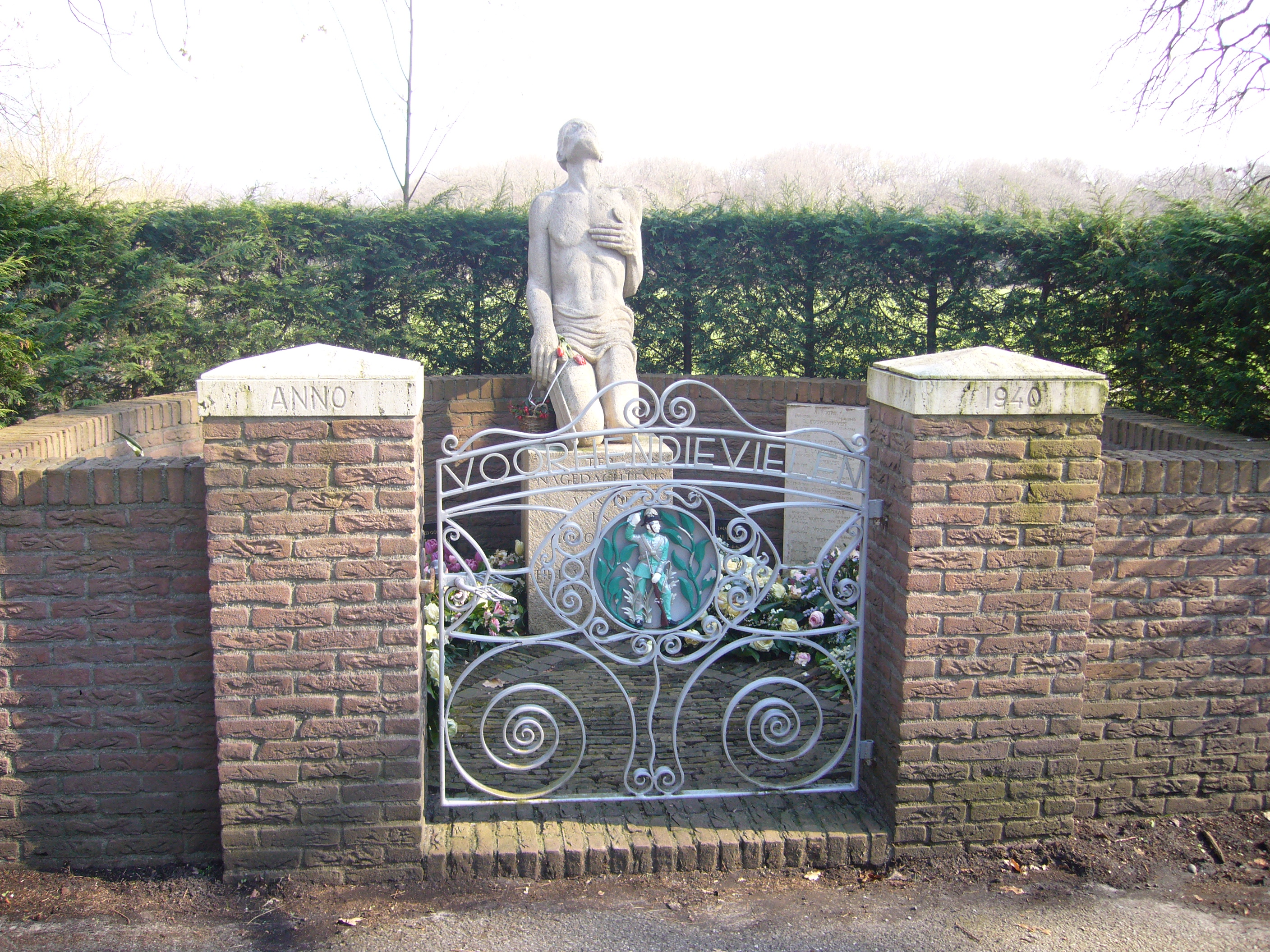
overzichtsfoto
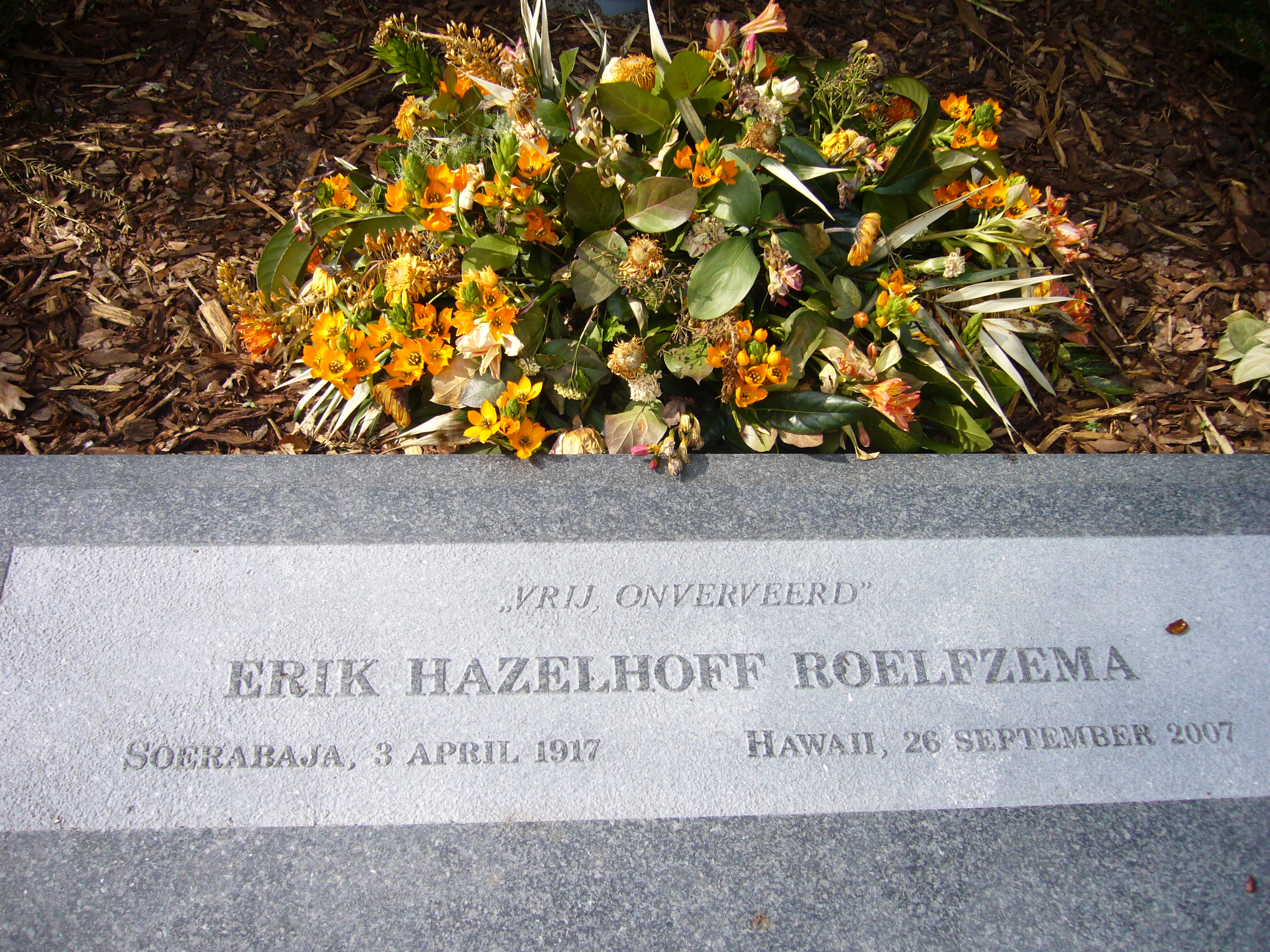
graf Erik Hazelhoff Roelfzema